# 國王企鵝
國王企鵝，是世界上的第二大企鵝，雖然外形與帝企鹅有些相似，但其體型較小。該品種共有兩個亞種：福克兰群岛王企鹅和麦夸里岛王企鹅。前者主要分佈於南大西洋、後者分佈於南印度洋（凯尔盖朗群岛、克羅斯島、愛德華王子島、赫德島和麥克唐納群島）和麥誇里島。
國王企鵝主要棲食燈籠魚、烏賊和磷蝦。在覓食中，國王企鵝將會潛入超過100公尺的深海以尋找獵物，有記錄顯示國王企鵝能夠到達的海洋深度超過300公尺（1,000英尺）。其天敵包括巨鹱、賊鷗、白鞘嘴鸥、豹海豹和虎鯨。
在當代，國王企鵝的族群主要生活在南極洲北部的新西兰亚南极群岛、在南喬治亞島和該地區的其他溫帶島嶼上繁殖。也生活在南大洋的麥誇里島。過去，國王企鵝經常以脂肪、油、肉和羽毛而遭到人為撲殺。並在近年在人類的關注下得到了充分的保護。

## 外觀
國王企鵝首次於1778年由英國自然學家及插圖畫家約翰·弗雷德里克·米勒進行描述，其學名首字「Aptenodytes」起源於古希臘語（a/α 是「沒有」的意思，pteno-/πτηνο- 是「羽毛」或「翅膀」的意思，而dytes/δυτης 則為「潛鳥」之意，全字的意思是「沒有羽翼的潛鳥」），而次字「patagonicus」則源於巴塔哥尼亞。
國王企鵝和皇帝企鵝（A. forsteri）同為王企鵝屬最大的兩種企鵝。其身高約為70至100 cm（28至39英寸），體重從9.3至18（21至40磅）不等。國王企鵝的雌性與雄性雖然外觀相同，但它們可以通過叫聲來區分。雄性則稍微比雌性的體型大一些。根據在馬里恩島觀察的成年國王企鵝的平均體重：70個雄性合計約12.4（27磅）、71個雌性合計約11.1（24磅）。另一項來自馬里恩島的研究發現，根據餵養雛鳥的33隻成年國王企鵝的平均體重為13.1（29磅）。國王企鵝的體型略比約比皇帝企鵝小約25％，體重也較皇帝企鵝輕大約三分之一。
乍看之下，國王企鵝的外型與更大的皇帝企鵝相當相似，兩個物種具有著周圍暗色羽毛形成對比性的寬廣頰部、以及頂部、胸部的黃橙色羽毛特徵。然而，成年國王企鵝的頰部斑塊是明亮的橙色，而皇帝企鵝的頰部斑塊則為黃色和白色，國王企鵝的上胸部顏色則更偏向橙色並非黃色。兩種企鵝的下喙側面都有色彩斑點，不過皇帝企鵝的下喙顏色偏向粉紅色，而國王企鵝則為橙色。

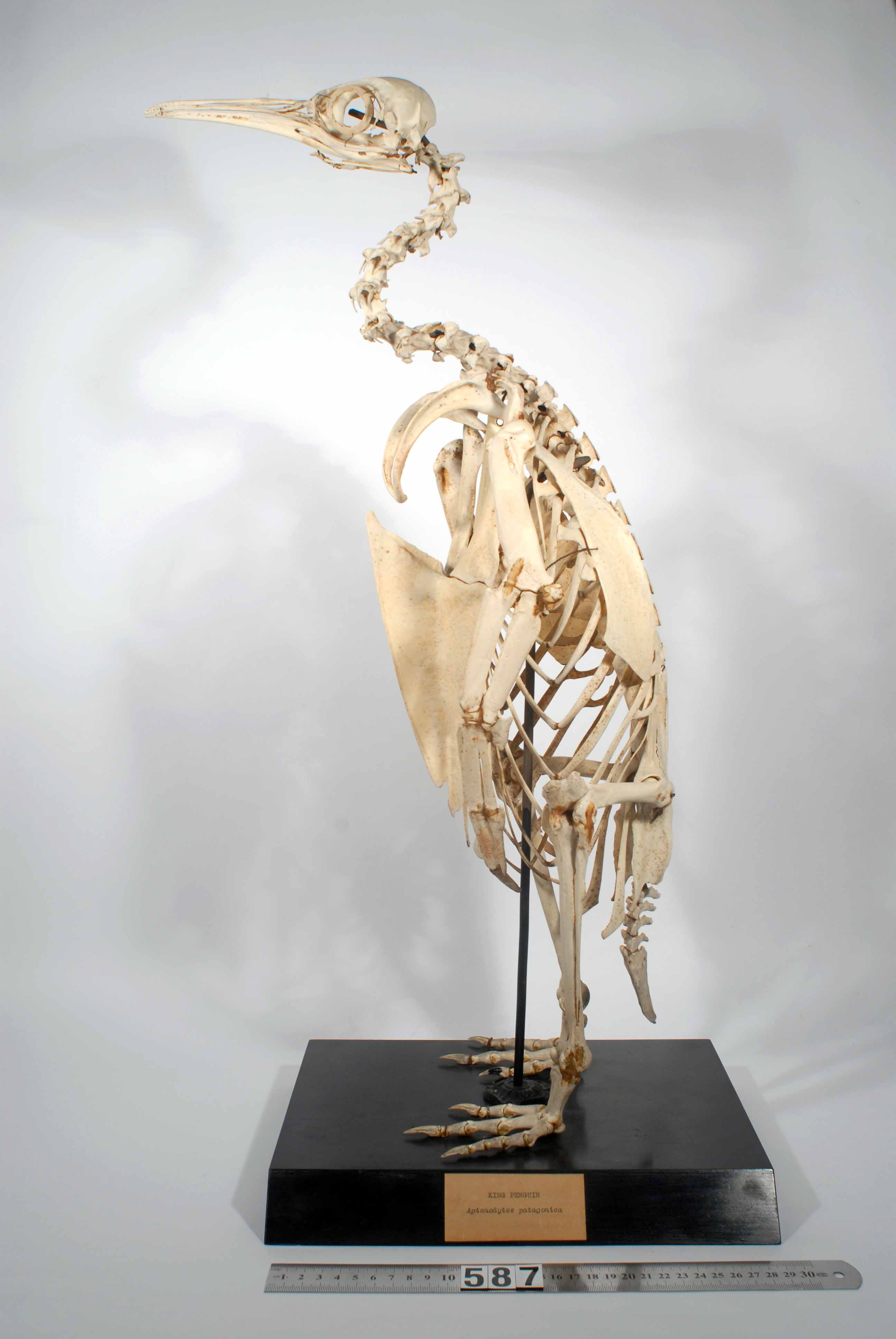
國王企鵝(Aptenodytes patagonicus)的骨架標本。

在野外，皇帝企鵝和國王企鵝通常不生活在同一個地區，不過兩者之間的差異是可以通過國王企鵝更長、更直的嘴、更大的鰭和明顯更為苗條的身體來區分。年幼的國王企鵝擁有長嘴和濃厚的深棕色絨毛，外觀與大部分灰色的皇帝企鵝幼鳥截然不同，國王企鵝的雛鳥在經歷换羽後則會更接近成年的外觀，但顏色較不鮮艷。
國王企鵝通常與至少一半的現存企鵝一樣在相同的大型圍極島嶼上繁殖，但它們可以通過更大的體型和更高的身材與其他物種區分開來。

## 分佈和棲息地
國王企鵝通常在南极洲北部約南緯45度線至55度線之間的亞南極島嶼，以及火地島、福克蘭群島和其他溫帶地區的島嶼繁殖。總種群估計有2.23百萬對，並且在當代仍持續增加。當前最大的繁殖族群位於克罗泽群岛，約有455,000對，愛德華王子群島有228,000對，凱爾蓋朗群島有240,000至280,000對，在南喬治亞群島有超過100,000對，麥覺理島目前約有70,000對帝企鵝。由於許多漂泊的個體被觀察到出現在南極半島以及南非、澳大利亚和新西蘭，因此國王企鵝的非繁殖活動範圍尚不明確。
不過在1920年代初，南喬治亞和福克蘭群島上的國王企鵝曾幾乎遭到捕獵者撲殺到瀕臨滅絕的危機，由於福克蘭群島和南喬治亞沒有樹木可以用作柴火，在當時，捕鯨者燃燒了數百萬隻油脂豐富的國王企鵝作為火力發電的燃料，以煮沸鲸须來提取鯨油；捕鯨者還使用國王企鵝的油用來照明、供暖和烹飪，此外還吃了企鵝的肉和它們的蛋。其族群在當代的保護下逐漸復興。
在克羅澤群島的科雄島上，其中一個已知最大的國王企鵝族群，其數量在過去幾十年中已經大幅下降，從1980年代的約50萬對繁殖對到2017年的僅剩6萬對繁殖。這種下降的原因可能是與氣候變遷影響的生態系統變化有關，因為企鵝的主要食物來源正遠離繁殖區域。這可能會導致種群下降和國王企鵝繁殖地位置的轉移。
自然保護協會於1936年8月在挪威北部的芬馬克郡的耶斯韋爾和罗弗敦群岛的勒斯特釋放了幾隻國王企鵝。在1940年代期間，曾有多數該地區多次看到企鵝的目擊紀錄；儘管自1949年以來都沒有官方記錄，但在1950年代初期，該地區仍有一些未經證實的企鵝目擊事件。

## 生態學和行為
根據美國動物學家傑里·庫伊曼（Gerry Kooyman）於1971年對於國王企鵝覓食行為的研究，他將自動潛水記錄裝置安裝在企鵝身上進行規律的潛水記錄，在當年發表結果時，曾引起學界的革命性反響。1982年曾記錄到一隻國王企鵝潛到235（771英尺）的深度。目前最深的潛水紀錄是在福克蘭群島地區的343公尺，最長的潛水時間則是在克羅澤群島，達到552秒。國王企鵝在日間下能夠潛到100-300米（350-1000英尺）的深度，並在水下停留約五分鐘，在夜間則下潛不到30（98英尺）。
一項研究發現，大多數（約88％）的國王企鵝潛水是平底的，換句話說，當企鵝潛到一定的深度後並在該區域停留一段時間（大約佔總潛水時間的50％）捕食時返回水面。它們的潛水行為被描述為「U」形或「W」形的路徑。剩餘的12％在潛水時則具有「V」形或「尖峰」的行為，以特定的角度潛入水層達到一定深度，然後再返回水面。其他企鵝的覓食潛水採用該模式。在克羅澤群島的觀察中，大多數國王企鵝都位於離棲息群約30公里（19英里）以內的區域內覓食。根據平均游泳速度，企鵝們估計前往覓食區域的距離為28 km（17 mi）。
國王企鵝的平均游泳速度為6.5-10公里/小時（4-6英里/小時）。在深度小於60米（200英尺）的較淺潛水中，下潛和上升的平均速度為2 km/h（1.2 mph），而在深度超過150米（490英尺）的深潛中，下潛和上升的平均速度為5 km/h（3.1 mph）。王企鵝還擁有「彈跳」的游泳技巧，使用在維持速度時也同時呼吸。在陸地上，國王企鵝也會交替走路和「趴滑」，用其腳和翼狀鰭推動在冰面上滑行。不過像所有企鵝一樣，國王企鵝並無法飛行。

### 飲食
國王企鵝普遍以各種小魚、魷魚和磷蝦為食。魚類共佔它們食物來源的80％，不過在7月和8月的冬季月份，僅有約30％的魚類被視為食物來源。企鵝們主要捕撈燈籠魚，特別是卡氏電燈魚、安氏克燈魚、及梯氏原燈籠魚，它們也會捕食蛇鯖科的物種，包括細身副雙棘蛇鯖和裘氏鱷頭冰魚。頭足類包括爪魷科屬、钩鱿属的動物，如巨型疣烏賊、七星飛魷、南極石魷和班氏爪魷的幼體等物種。

### 捕食者
國王企鵝的天敵包括其他海鳥和水生哺乳動物：
- 巨鹱會捕食各種體型的幼雛和部分蛋。牠們偶爾也會攻擊成年的國王企鵝，但攻擊的目標主要是病弱或受傷的鳥。此外，巨鶿也會覓食已經因其他原因死亡的成年和幼雛國王企鵝。[25][26]
- 贼鸥属物種會攻擊較小的幼雛和蛋。一些研究可能誇大了捕鷹鳥對國王企鵝族群的影響，但贼鳥在企鵝群落附近築巢的區域，有大量的幼雛和蛋會被捕食。[27][28][29]
- 白鞘嘴鸥和海帶海鷗（英语：Kelp_gull）會在海灘上覓食已死亡的幼雛和無人照管的蛋。[30]
- 豹海豹會在海上攻擊成年鳥和未成年幼鳥。[31]
- 虎鯨偶爾也會獵捕國王企鵝。[32]

在馬里恩島，雄性和尤其是未成年的雄性南極毛皮海獅也被觀察到在海灘上追逐、殺死和食用國王企鵝。

### 求偶和繁殖

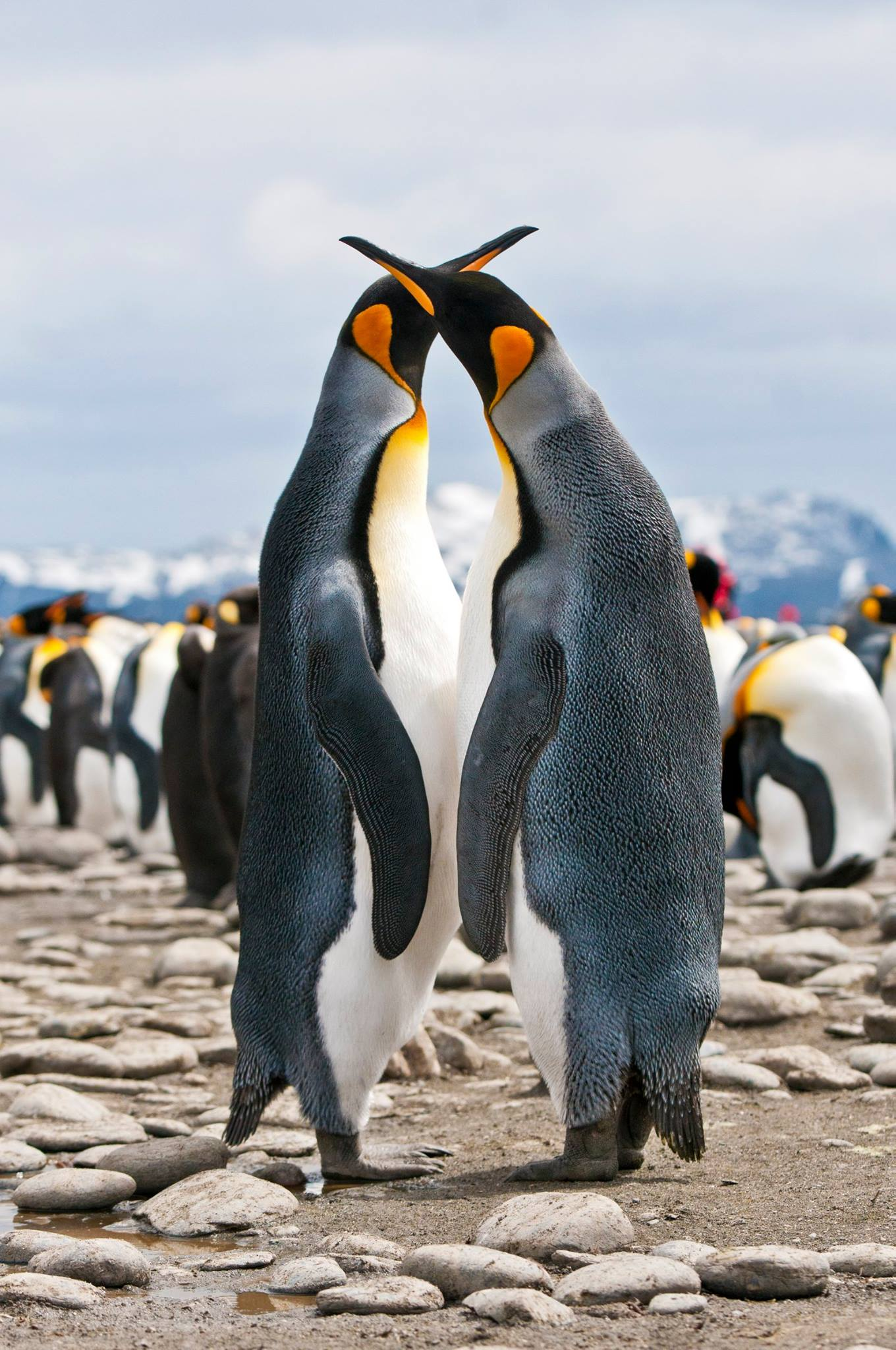
一對國王企鵝在南喬治亞州的索爾茲伯里平原舉行求偶儀式。

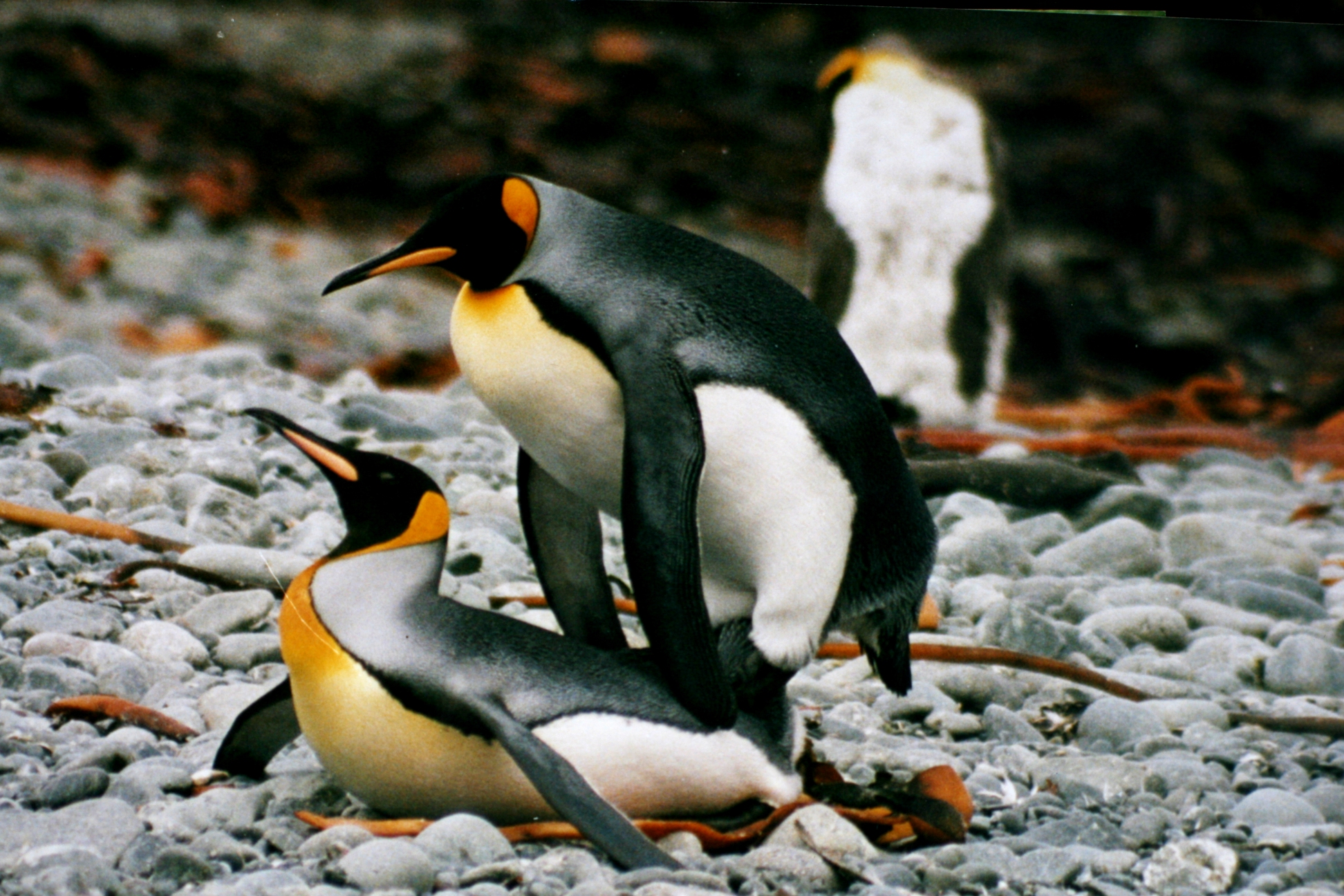
在麥格理島交配的國王企鵝

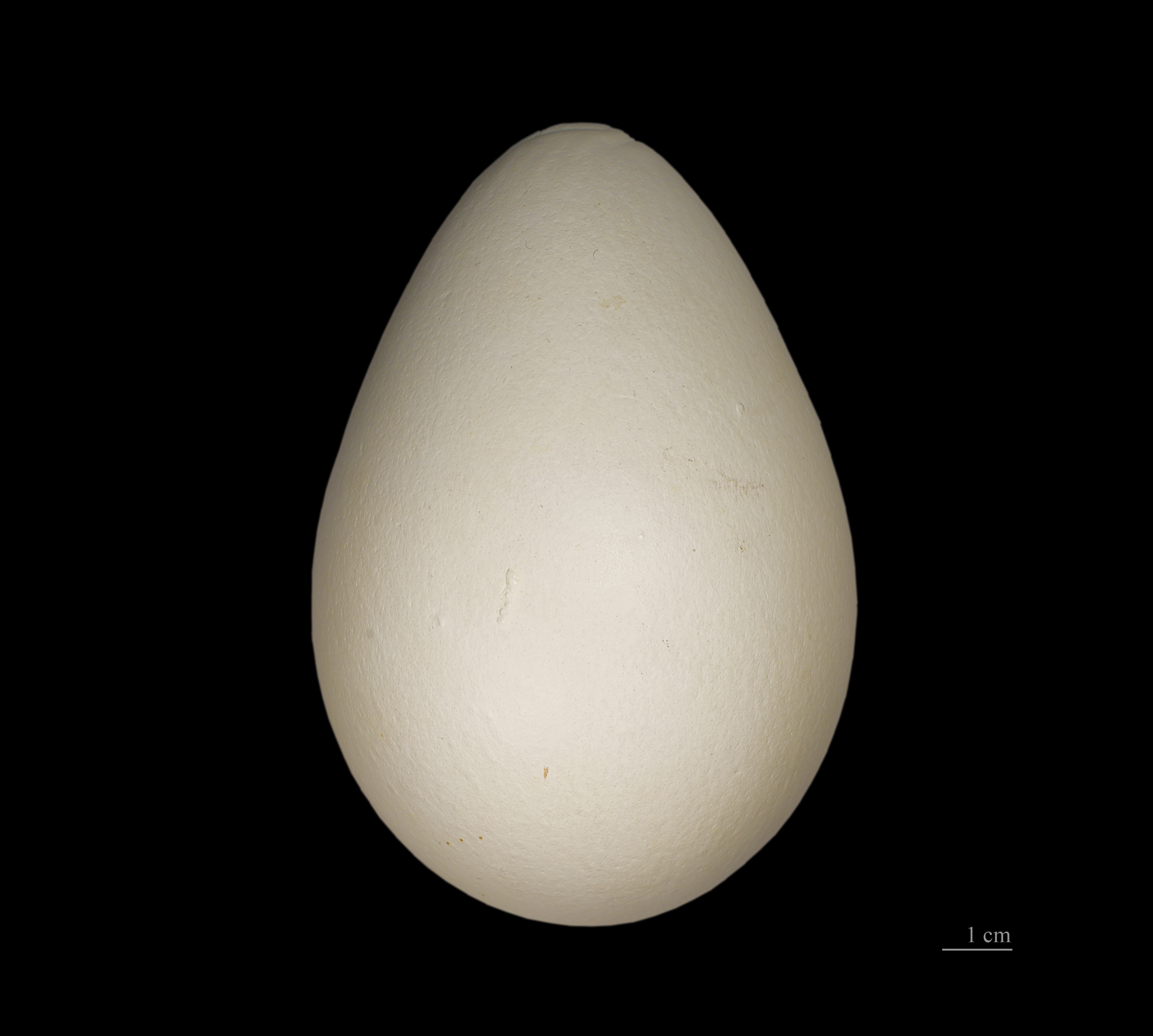
國王企鵝的蛋

國王企鵝能夠在3歲時進行繁殖，但只有極少數（在克羅澤群島記錄為5%）會在此時進行繁殖；平均首次繁殖年齡約為5至6歲。國王企鵝採用單配偶制。它們每年只有一個配偶，並忠於該配偶。然而，在跨年度之間仍保持忠誠度的比例卻不到30％。不尋常的長繁殖週期可能導致這種低比率。
國王企鵝的繁殖週期非常長，從產卵到雛鳥離巢約需14至16個月。雖然配對每年都會試圖進行繁殖，但通常只有每兩年或每三年才能機會成功，例如在南喬治亞島上的三年週期模式中。繁殖週期始於9月至11月，當鳥類返回殖民地進行婚前換羽。上一季沒有成功繁殖的鳥通常會更早到達。然後它們回到海中約三週後，於11月或12月再次上岸。
國王企鵝的雌鳥會纏下一顆細長形的白色蛋，通常約重300克（2/3磅）。蛋在最初是軟的，但會隨著時間變硬且顏色變為淺綠色。蛋長約10厘米×7厘米（3.9英寸×2.8英寸）。到時將由父母雙方輪流孵卵，每次孵卵的時間為6至18天，總共約孵卵55天。就像皇帝企鵝一樣，國王企鵝會用腳支撐蛋並在「育雛袋」中孵卵。

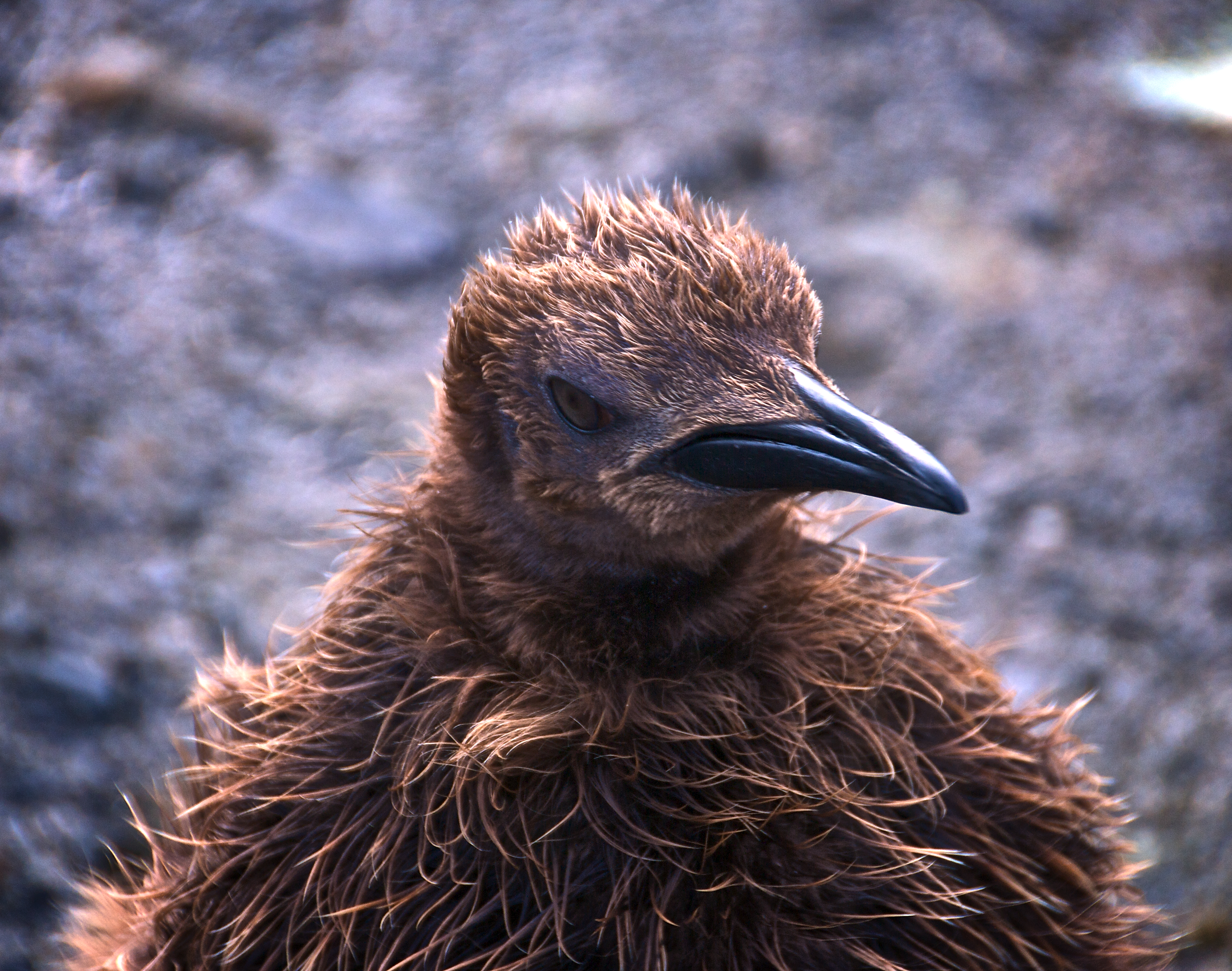
南喬治亞島王的國王企鵝幼崽

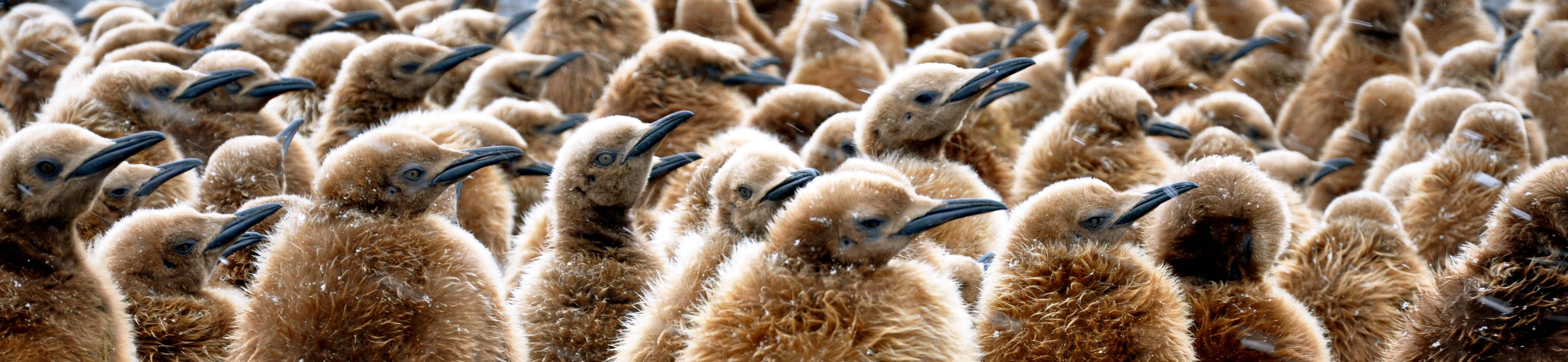
南喬治亞島王的國王企鵝幼崽

企鵝的孵化可能需要約2至3天才能完成，雛鳥出生時為半無力的、半巢穴性的狀態。換句話說，雛鳥最初只有一層薄薄的絨毛，僅完全依賴父母親提供的食物及溫暖生存，企鵝的照顧階段也就是從雛鳥孵化開始。與皇帝企鵝類似，幼小的雛鳥會借助父母親的腳待在父母親的腹部皮膚形成的育雛袋中保持溫暖。在此期間，父母親每過3至7天輪流守護雛鳥，一位負責保護雛鳥，另一位則負責覓食。照顧階段持續30至40天。40天後的雛鳥已經長得更大了，能夠更好地保暖，並對大多數掠食者進行自我保護。雛鳥在此時階段會相當好奇，開始探索周圍的環境，由於每次行走時都走到很遠。這些雛鳥會形成一個名為「托兒所（動物學）」的小群體，只有幾隻成年鳥看守。大多數父母親會把自己的孩子留在這些托兒所，自己則前往覓食。其他物種的企鵝也採用這種集體照顧幼雛的方法。
四個月後，雛鳥幾乎長大了，但在冬季的幾個月裡，雛鳥會因為斷食而減輕體重，之後在九月的春季再次增重。然後在晚春至初夏期間開始羽化。
國王企鵝們通常會形成巨大的繁殖群落；例如，南佐治亞索爾茲伯里平原的群落擁有超過100,000對繁殖夫妻，聖安德魯斯灣的群落擁有超過100,000隻鳥。由於繁殖週期非常長，群落全年都有成年鳥和小企鵝，在繁殖期間，國王企鵝通常不會築巢，但它們表現出強烈的領域行為，並保持與鄰近企鵝的一定距離。繁殖群落中企鵝的位置在幾週內高度穩定，並且呈規律間隔分布。
國王企鵝透過吃魚、稍微消化後再將食物反芻到雛鳥嘴裡來餵養牠們。由於體型巨大，雛鳥需要約14到16個月的時間才能準備好去海上。這與體型較小的企鵝有很大的不同，後者只需在食物豐富的夏季養育幼鳥。國王企鵝則選擇在捕魚最艱困的季節繁殖，讓幼鳥能在這段時間內成長。這樣當年輕的企鵝最終成熟到離開父母時，正值夏季食物豐富的條件，更有利於雛鳥獨自在海上生存。

## 保護

### 氣候變遷的影響
根據研究，預計在不到80年的時間裡，共有70%的國王企鵝將會消失。作為海洋生態系統變化的敏感指標，國王企鵝是人類理解氣候變遷對南極和南極海洋生物群落影響的關鍵物種。
國王企鵝主要在南极辐合带覓食，該區域提供了該族群約80%的食物量。然而，當前的國王企鵝族群共需要以超過一周、跨越300-500公里的路程才能到達此處。然而，全球暖化可能會將企鵝帶離繁殖地更遠的區域覓食。由於持續性的海洋變暖可能會導致輻合帶向極地移動，遠離像福克蘭群島和克羅澤群島的繁殖地。有人認為，如果碳排放以當前速度繼續增加，國王企鵝在未來需要透過額外200公里的行程才能到達覓食地點。此外，隨著排放的增加，繁殖地也將受到影響。到了2100年，共有近一半的族群可能會失去繁殖地。

### 資源競爭
此外，國王企鵝們在當前還受到大規模商業捕魚的威脅，這可能會耗盡它們的主要食物來源。到1990年代初，由於南喬治亞地區商業捕獲了超過20萬噸的燈籠魚。目前試圖在國王企鵝主要覓食區附近進一步開發漁業，很可能會對企鵝們的食物供應產生負面影響。

### 研究與管理
皮尤慈善信託曾建議南极海洋生物资源养护委员会（CCAMLR）在南極周圍的海域實施「大規模的、完全保護的海洋保護區」以保護棲息於南極的生物，該信託還建議謹慎管理南極磷蝦漁業，以保護企鵝們的主要食物來源。 CCAMLR由24個國家（以及歐盟）組成，其中包括美國和中國，這些國家擁有製定此類保護措施的權力。在保護中，也建議特別關注最南端的繁殖地，鑑於南大洋的水溫預計上升，因而進行繁殖種群的完全定期普查，以檢測整體的時間趨勢和環境變化。

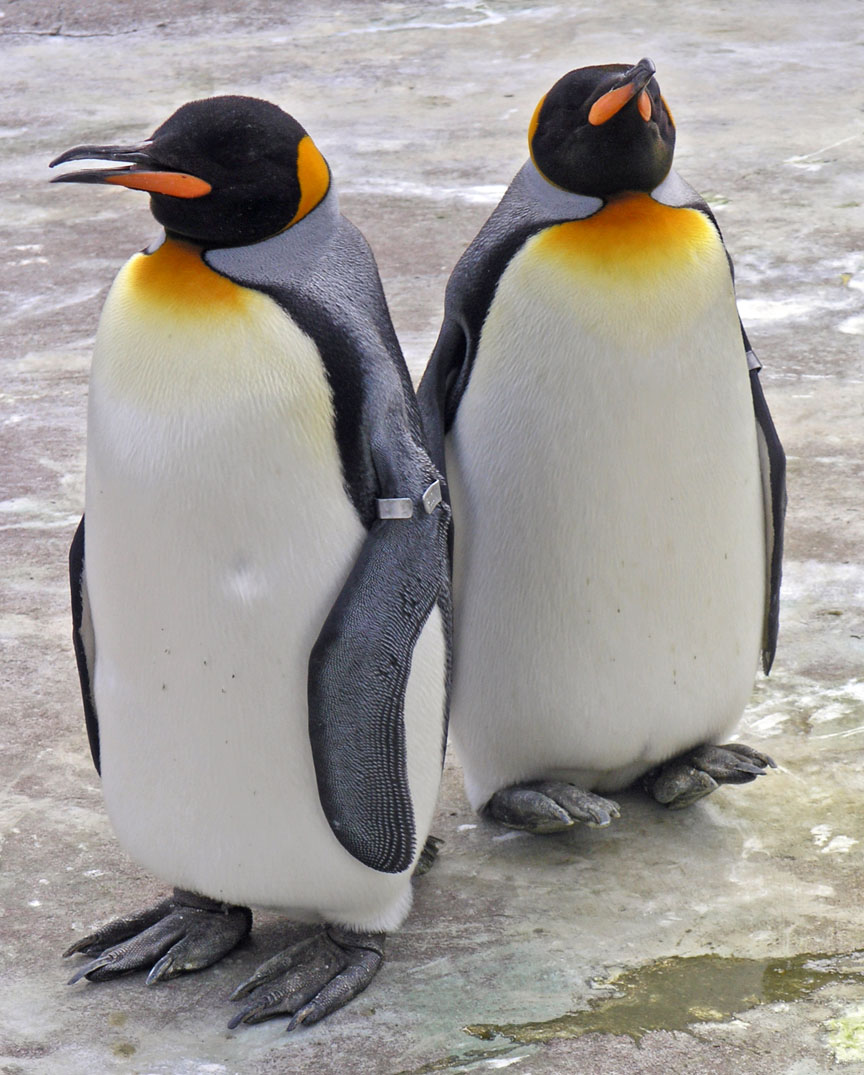
蘇格蘭愛丁堡愛丁堡動物園的一對國王企鵝

國際自然保護聯盟瀕危物種紅色名錄將該物種歸類為「無危」。該組織報告稱，自2004年以來，國王企鵝種群規模龐大、發展穩定。自20世紀70年代以來，成年國王企鵝的存活率一直很高。穩定的國王企鵝種群主要歸功於當前保護繁殖棲息地的措施，所有的企鵝繁殖地點在生態旅遊和公眾訪問上都受到嚴格限制，以防止疾病爆發和干擾企鵝。當前，克羅澤群島和凱爾蓋朗群島的所有群落都受法國南極和南部領地自然保護區的監管保護。此外，南喬治亞島的企鵝居住在「南喬治亞環境管理計劃特別保護區內」。福克蘭群島的所有野生動物，包括國王企鵝也在1999年的《野生動物和自然保護法案》下接受保護。

## 與人類的關係

### 圈養
國王企鵝在當前被視為旗舰种，1999年在北美動物園和水族館中計算出176個個體。此外，當前國王企鵝也在世界上的許多區域圈養、展示，例如在美國的奧蘭多海洋世界、印第安納波利斯動物園、底特律動物園、聖路易斯動物園、堪萨斯市动物园、紐波特水族館、英國的愛丁堡動物園和伯德蘭公園和花園、德國的柏林動物園、瑞士的蘇黎世動物園和巴塞爾動物園、荷蘭的布萊多普動物園、比利時的安特卫普动物园、南韓的Aquarium 63 Seaworld、澳洲的墨爾本海洋生物水族館、阿根廷的馬德普拉塔水族館、西班牙的鸚鵡公園、阿拉伯聯合酋長國的杜拜滑雪場、加拿大的卡加利動物園、丹麥的奧登斯動物園、日本的旭川市旭山動物園、臺灣的台北市立動物園等。

### 著名的國王企鵝
- 尼尔斯·奥拉夫是挪威國王衛隊（英语：Hans Majestet Kongens Garde）的榮譽上校及軍事吉祥物（英语：Military mascot），駐紮在愛丁堡。
- 米沙是烏克蘭作家安德烈·克考夫所寫的兩部小說《企鵝的憂鬱》的核心人物和故事隱喻。
- 國王企鵝也是在加拿大各種零售店的各種用品上的流行人物本杜斯企鵝（英语：The_Pondus_Penguin）所代表的企鵝物種。本杜斯是由伊瓦爾·米爾霍伊（Ivar Myrhøj）撰寫和攝影丹麥兒童書籍登場的企鵝，於1960年代出版。這些企鵝出現在電影《蝙蝠侠归來》中。
- 拉拉（ララちゃん）在動物星球頻道的特別節目中被提及，該企鵝是在1980年代自一艘從南極返程至日本鹿兒島志布志市的漁船所無意中捕捉到的企鵝，隨後則交由當地一名叫西本的家庭照顧，並將其收養為寵物。該企鵝隨著節目、雜誌報導「在街上散步」而引起了知名度，也讓拉拉成為當地的動物明星[51]，該企鵝在1996年11月21日因肺炎逝世。[52][53][54]

## 外部連結
- www.pinguins.info：有關所有企鵝的資料（页面存档备份，存于）
- 國王企鵝（页面存档备份，存于） - International Penguin Conservation官方網站
- 國王企鵝（页面存档备份，存于） - 生物多樣性（Animal Diversity）網站
- 福克蘭群島企鵝（页面存档备份，存于）
- 國王企鵝（页面存档备份，存于） - 取於Internet Bird Collection
- 企鵝世界（Penguin World）：國王企鵝（页面存档备份，存于）
- See also the famous art-project 《背著企鵝去旅行》（Penguins - Traveling the World） - 圖攝自威利·卜（Willy Puchner）
- King penguin on PenguinWorld （页面存档备份，存于）
- Aptenodytes patagonicus （页面存档备份，存于）, the Museums at the University of Michigan#Exhibit Museum of Natural History's Animal Diversity Web
- King penguin videos, photos & sounds （页面存档备份，存于）, the Internet Bird Collection
- King penguins pruning video （页面存档备份，存于） from the Falkland Islands
- https://archive.org/details/s4id13296820/page/n169 Johann R. Forster, "Historia Aptenodytae: Generis Avium Orbi Australi Propri", Commentationes Societatis Regiae Scientiarum Gottingensis (1778), Vol.III, 1781, pp. 211–148.